# Müncheni Műszaki Egyetem
Technische Universität München, (TU München, magyarul Müncheni Műszaki Egyetem) a németországi Münchenben található egyetem. Gyakran csak TUM-ként hivatkoznak rá. 1868-ban alapították, 32 000 hallgatója és több mint 9000 alkalmazottja van. Az TUM az egyik legrangosabb európai felsőoktatási intézmény a kémia, a fizika, a villamosmérnöki tudományok és a számítástechnika területén. Az TU9 tagja.